# 507 v.Chr.

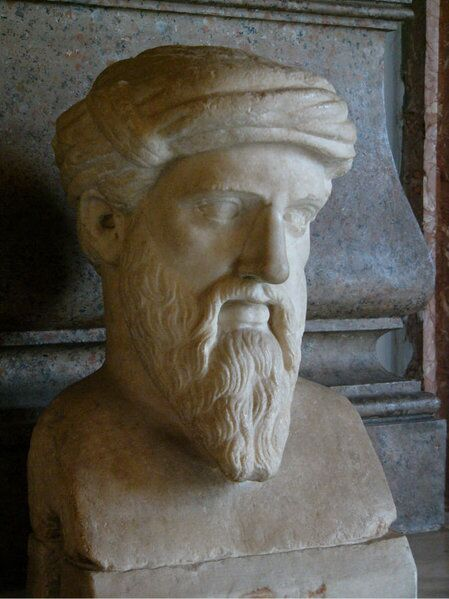
Pythagoras (Musei Capitolini)

Het jaar 507 v.Chr. is een jaartal volgens de christelijke jaartelling.

## Gebeurtenissen

### Griekenland
- Cleisthenes doet een beroep op het volk en komt in Athene weer aan de macht.
- Cleisthenes legt de grondslag voor de democratie, door gelijkberechtiging van alle burgers.

### Italië
- Horatius Cocles weet eigenhandig Rome te behoeden tegen de Etruskische koning Porsenna van de buurstad Clusium.

## Overleden
- Cleisthenes, Grieks staatsman en grondlegger van de democratie in Athene
- Pythagoras (~582 v.Chr. - ~507 v.Chr.), Grieks wiskundige en filosoof (75)